# Azap

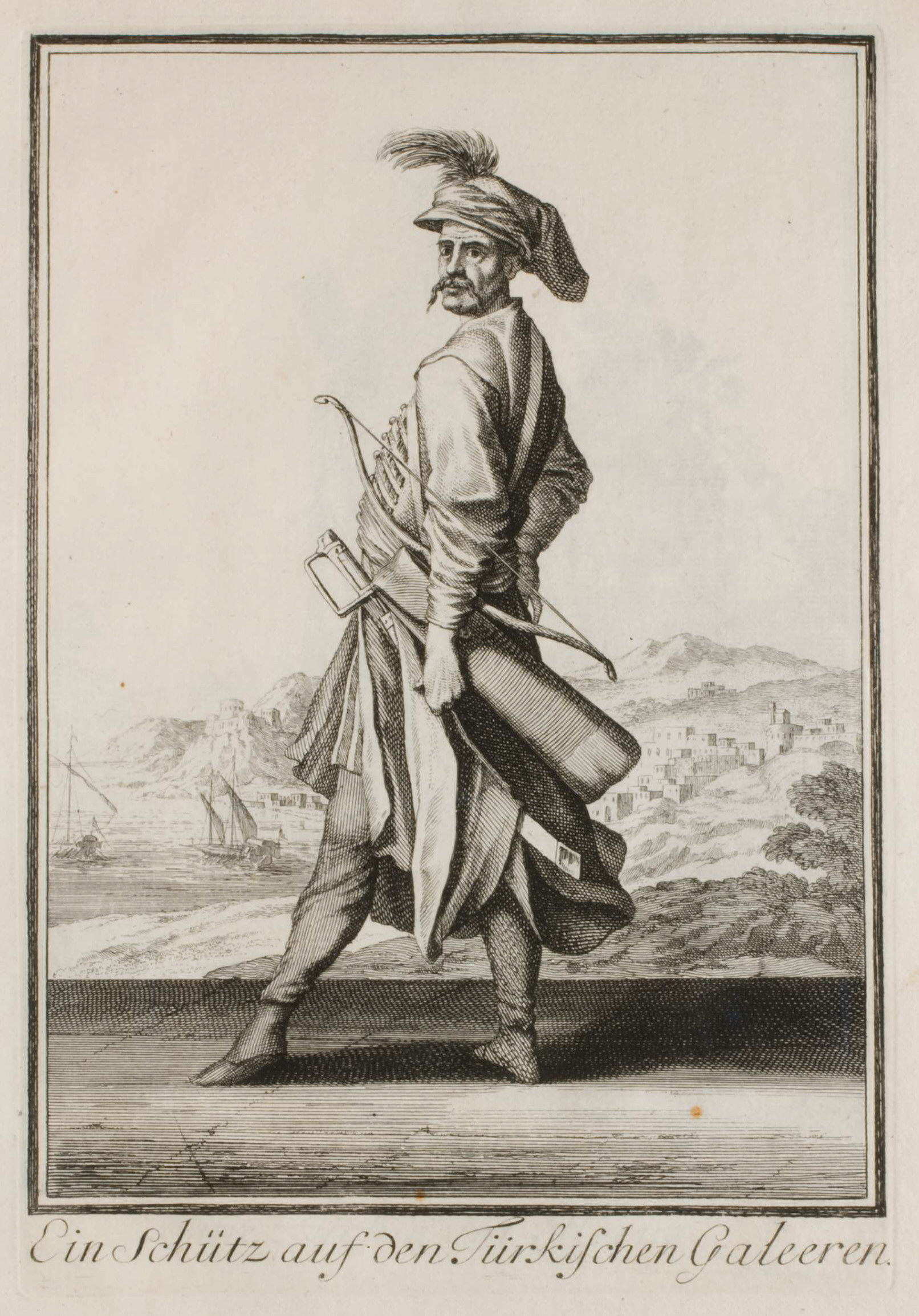
Un arciere delle galee turche - Azab

Gli Azeb, Azab o Azap (in turco ottomano: عزب, dall'arabo, letteralmente "celibe", "scapolo"), noti anche come Asappi, erano soldati irregolari, originariamente costituiti da giovani non sposati. Erano coscritti tra i Rayah e servivano in vari ruoli nel primo esercito ottomano. La parola azeb o indica spesso un soldato di fanteria leggera che era chiamato yaya azeb o un fante di marina che era chiamato bahriye (marina) e deniz (mare) azeb. Il termine era usato nel senso di "pirata" o "bucaniere" nelle fonti bizantine, latine e italiane dal XIV al XVI secolo.

## Storia

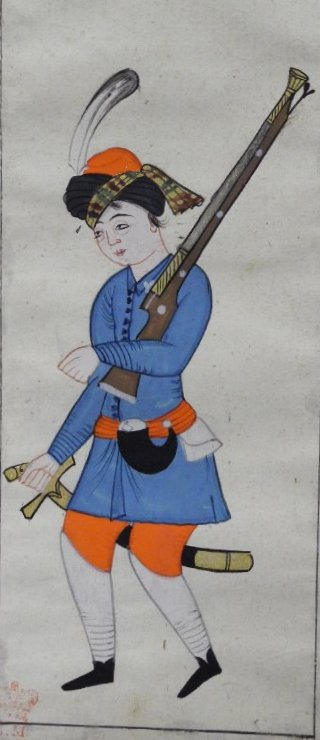
Un azeb che tiene una pistola con la mano sinistra e porta una sciabola con la mano destra

Gli azeb erano originariamente un'unità di fanteria ausiliaria risalenti ai beilicati anatolici che divennero indipendenti dal sultanato selgiuchide. Nei beilicati che avevano accesso al mare servivano anche come unità navali. Per esempio, nel XIII secolo le fonti parlano dell'esistenza di truppe chiamate azeb nel Beilicato di Aydın.
Secondo Stein (2007), dal XIV secolo gli azeb che presidiavano le roccaforti erano chiamati azeb kale (fortezza). Gli azeb nelle fortezze avevano compiti come costruire ponti, lavorare come genieri e fare il lavoro degli armaioli, soprattutto dopo la cessazione della coscrizione degli armaioli devshirme. Di solito comprendevano la maggior parte della guarnigione nelle fortezze più piccole e nelle palanka.
Nell'Impero ottomano il ruolo principale degli azeb era quello di combattere come arcieri di fanteria di linea davanti ai cannoni e ai giannizzeri, dopo che gli azeb avevano rallentato la carica nemica iniziale, si ritiravano a sinistra e a destra, e lasciavano che i cannoni e i giannizzeri ottomani sparassero sui nemici.

## Arruolamento
Gli azeb erano reclutati in conformità con i kanunnames (codice di leggi) di Solimano I. Il Kadı (giudice) supervisionava la stesura della lista degli azeb a livello locale, chiamato sanjak. Un uomo veniva arruolato da ogni 20-30 famiglie, mentre gli altri lo sostenevano finanziariamente. Gli azeb erano inizialmente reclutati solo tra i turchi dell'Anatolia e poi anche in Rumelia. Gli Azeb di guarnigione nei forti erano regolarmente pagati. Alla fine del XVI secolo tutti gli uomini musulmani potevano arruolarsi.

## Organizzazione
Il loro nome ufficiale, come generalmente appariva nelle liste di paga, era rüesa ve azeban. La parola reis (al plurale rüesa) si riferiva al capo o al capitano di una nave in mare o al capo di un'unità di medie dimensioni composta da kale azeb. I kale azeb erano divisi in ağalıks che erano comandati da ağa e dai loro aiutanti kethüda. Questi erano suddivisi in cemaat o riayet (una compagnia composta da 3 o 4 squadre) che erano guidati da reis.

## Armamento

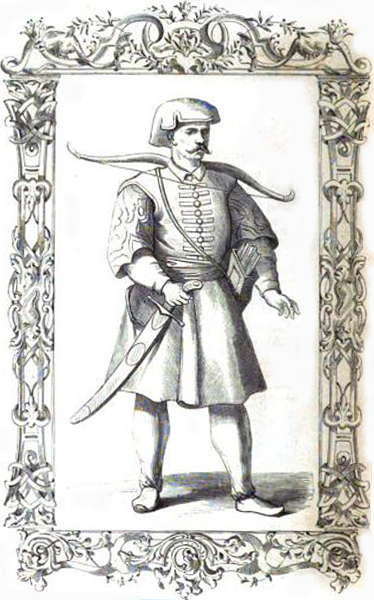
Un azeb che porta una sciabola, che è attaccata alla sua cintura, e un arco al collo con una faretra sotto il braccio sinistro.

Come volontari, gli azapi avevano una vasta gamma di armi. Queste includono armi inastate, come il tirpan (falce da guerra) e la harba così come la balta (alabarda). Oltre alle armi ad asta erano armati con una varietà di mazze, archi, sciabole e più raramente balestre. Più tardi vennero invece adottate le pistole. Gli Azeb indossavano anche i börk rossi, un cappello di feltro come quelli indossati dai giannizzeri ma in colori diversi.